# Войтович, Александр Павлович
Алекса́ндр Па́влович Войто́вич (бел. Алякса́ндр Па́ўлавіч Вайто́віч) (род. 5 января 1938, дер. Рачкевичи Копыльского района Минской области) — белорусский учёный, общественный и политический деятель.
Президент Национальной академии наук (НАН) Республики Беларусь (1997—2001), Председатель Совета Республики Национального собрания Республики Беларусь (19.12.2000—28.07.2003), Председатель Межпарламентской Ассамблеи ЕврАзЭС (2001—2002), заместитель Председателя Межпарламентской Ассамблеи СНГ (2001—2002), участник президентских выборов в Беларуси 2006 года, лидер Международного общественного движения «Сотрудничество и прогресс» (с января 2007), председатель республиканского общественного объединения (РОО) «Правовая инициатива» (с февраля 2007); доктор физико-математических наук (1979), профессор (1985), член-корреспондент (1986), академик (1996) НАН Белоруссии, действительный член Европейской академии наук, искусств и словесности (1995).

## Биография
Александр Войтович родился 5 января 1938 года в деревне Рачкевичи Копыльского района Минской области.
Окончил физический факультет, Белорусский государственный университет (1960). Затем 32 года работал в Институте физики Академии наук, прошёл путь от младшего научного сотрудника до заместителя директора по научной работе. Затем был директором Института молекулярной и атомной физики Академии наук Беларуси. В 1968 году защитил кандидатскую диссертацию «Газовый оптический квантовый генератор с селективными потерями» и стал кандидатом физико-математических наук. В 1979 году стал доктором физико-математических наук (диссертация «Магнитооптические эффекты в газовых лазерах»).
В мае 1997 года тайным голосованием был избран президентом Национальной академии наук Белоруссии.
В декабре 2000 года по предложению президента Белоруссии А. Г. Лукашенко избран Председателем Совета Республики Национального Собрания Белоруссии II созыва.
28 июля 2003 года Александр Лукашенко отозвал Александра Войтовича с поста спикера верхней палаты парламента, после того, как Войтович по собственной инициативе объявил минуту молчания в память о Василе Быкове. Бывший спикер сразу же ушёл в оппозицию действующей власти. С ноября 2003 года по настоящее время является заведующим лабораторией Института молекулярной и атомной физики НАН Белоруссии.
Участвовал в выборах Президента Белоруссии 2006 года, однако сошёл с избирательной гонки, при этом призывал других оппозиционных кандидатов последовать его примеру. Своё решение о снятии кандидатуры Войтович обосновывал «нежеланием подыгрывать Лукашенко». Принимал участие в акциях протеста сторонников проигравших кандидатов на Октябрьской площади (см. Васильковая революция).
В сентябре 2006 года обратился с открытым письмом к премьер-министру Сидорскому с просьбой принять на себя полномочия президента «из-за нелегитимности Александра Лукашенко».
Являлся руководителем общественной инициативы «За справедливые выборы» (2004).

## Награды
- Орден Франциска Скорины (1998),
- Орден «Знак Почёта» (1981),
- Орден «Содружество» (25 марта 2002 года, Совет Межпарламентской Ассамблеи государств — участников Содружества Независимых Государств) — за активное участие в деятельности Межпарламентской Ассамблеи и её органов, вклад в укрепление дружбы между народами государств — участников Содружества[2],
- Государственная премия Белоруссии (1996).

## Труды
25 изобретений, более 200 научных работ, в том числе:
- Магнитооптика газовых лазеров. Мн., 1984;
- Лазеры с анизотропными резонаторами. Мн., 1988 (совместно с В. Н. Севериковым).

## Семья
Женат, имеет сына.

## Оценки
…Проблема состоит в том, что это все бывшие плюс пенсионеры, которые очень успешно годами сидели у кормушки Лукашенко. Войтовичи, Кравченки эти, Козулины и прочие, они же хрюкали у кормушки Лукашенко, окрепли, встали на ноги, проворовались или заняли просто предательскую позицию…Александр Лукашенко, 20 июня 2004 года

## Цитата
…Относительно Ваших оскорбительных и ложных заявлений в мой адрес отвечу кратко: нет, нет и нет. Не «хрюкал у кормушки Лукашенко» и не пользовался ею, «окреп и встал на ноги» без всякой Вашей помощи (еще в то время, когда Вас за пределами организаций, где Вы работали, никто не знал), не «воровал», не «занимал предательской позиции», не «вставал в оппозицию», не совершал «глупость за глупостью». За все деньги, которые я получал, работая в академии и в Совете Республики, расписывался, так что легко сосчитать, сколько имел этих денег; в академии получал больше, чем работая в Совете Республики!…Александр Войтович, 28 сентября 2004 года